# Коледж Веллслі
Коледж Веллслі (англ. Wellesley College) — жіночий коледж вільних мистецтв, відкритий 1875 року. Його місія нині — «надати відмінну освіту в галузі вільних мистецтв жінкам, які матимуть вплив у світі». Девіз коледжу «Не приймати служіння, а служити» (лат. Non Ministrari sed Ministrare) відображає цю місію.
Розташований у місті Веллслі, штат Массачусетс (12 миль на захід від Бостона). Навчання в коледжі триває 4 роки і закінчується видачею диплома бакалавра. Цей заклад також входить до групи Семи сестер. Одночасно в ньому здобувають освіту близько 2300 студенток.
Групи в коледжі складаються з 12-14 студенток, а відношення числа студенток до числа викладачів становить приблизно 9:1. Бібліотека коледжу містить понад 1,5 млн книг, журналів, медійних записів, карт і інших об'єктів зберігання.
У коледжі діє спеціальна програма з надання освіти жінкам, які з тих чи інших причин не змогли здобути диплом бакалавра.
Цей коледж спільно з Массачусетським технологічним інститутом досліджувався Бенсоном Снайдером в його роботі «Приховане університетське життя» (1970), у якій автор доходить висновку, що безліч вимог, які дуже складно виконати, і очікувана віддача від студенток заважають останнім творчо мислити і незалежно розвиватися. Протягом тривалого часу з коледжу Веллслі виходило більше жінок, що досягли значних кар'єрних успіхів, ніж з будь-якого іншого навчального закладу.